# Saint-Eusèbe (Saona i Loara)
Saint-Eusèbe – miejscowość i gmina we Francji, w regionie Burgundia-Franche-Comté, w departamencie Saona i Loara.
Według danych na rok 1990 gminę zamieszkiwały 1032 osoby, a gęstość zaludnienia wynosiła 49 osób/km² (wśród 2044 gmin Burgundii Saint-Eusèbe plasuje się na 224. miejscu pod względem liczby ludności, natomiast pod względem powierzchni na miejscu 411.).